# Фејетвил (Северна Каролина)
Фејетвил (енгл. Fayetteville) град је у америчкој савезној држави Северна Каролина.

## Демографија
По попису из 2010. године број становника је 200.564, што је 79.549 (65,7%) становника више него 2000. године.
|                   | 2010.            | 2000.            |
| Укупно            | 200 564 (100,0%) | 121 015 (100,0%) |
| Афроамериканци    | 84 040 (41,90%)  | 51 338 (42,42%)  |
| Белци             | 82 797 (41,28%)  | 56 419 (46,62%)  |
| Хиспаноамериканци | 20 256 (10,10%)  | 6 862 (5,670%)   |
| Остали            | 8 180 (4,078%)   | 3 743 (3,093%)   |
| Азијати           | 5 291 (2,638%)   | 2 653 (2,192%)   |

## Партнерски градови
- Saint-Avold